# War Anthem Records
War Anthem Records ist ein Independent-Label mit Sitz im thüringischen Weimar, das seit Mitte der 2000er Jahre aktiv ist. Entstanden ist es im Umfeld des Party.San-Festivals und hat sich auf Musik aus den Bereichen Death-, Black- und Thrash-Metal spezialisiert. Vertrieben werden die Veröffentlichungen des Labels von Soulfood.

## Labelgeschichte
Das Label wurde Mitte der 2000er Jahre von Jarne Brauns (Mitbegründer des Party.San) und Volkmar Weber (Die Apokalyptischen Reiter) unter dem Namen Hangnail Records gegründet. Nach zwei Veröffentlichungen unter diesem Namen erschien unter dem neuen Namen War Anthem Records eine Doppel-DVD zum Party.San-Festival 2005. Aufgrund eines Jobs im Ausland führte von 2007 bis 2011 Mario Flicke das Label, 2008 übernahm War Anthem Records den Backkatalog von Morbid Records. Seit 2011 führt Jarne Brauns War Anthem Records wieder überwiegend allein.
Zu den kommerziell erfolgreichsten Künstlern des Labels zählen bislang Darkened Nocturn Slaughtercult und Graveyard.

## Bekannte Künstler
- Cliteater
- Darkened Nocturn Slaughtercult
- Graveyard
- Lividity
- Malignant Tumour
- Postmortem
- Purgatory

## Belege
1. 1 2 3  Buffo Schnädelbach: Kultschmieden: War Anthem Records. In: Rock Hard. Nr. 354, S. 8.
2. ↑  News: Morbid Records - Übergabe an Cudgel/War Anthem. In: bloodchamber.de. 28. Februar 2008, archiviert vom Original (nicht mehr online verfügbar) am 30. Juli 2014; abgerufen am 25. Juli 2014.  Info: Der Archivlink wurde automatisch eingesetzt und noch nicht geprüft. Bitte prüfe Original- und Archivlink gemäß Anleitung und entferne dann diesen Hinweis.